# Bertrand Pacé
Pour les articles homonymes, voir Pacé.
Bertrand Pacé, né le 16 août 1961 à Dunkerque, est un skipper français.

## Biographie
Bertrand Pacé commence à naviguer à l'age de 5 ans. 
Il gagne le Tour de France à la voile de 1979 à 1981 avec l'équipe "Dunkerque" en tant que barreur.
Pendant ces études d'ingénieur (H.E.I) il remporte son premier titre mondial en 1984 à Nieuport en Belgique sur un 1/4 tonner nommé "Conte de Flandres".
Lors de sa dernière année d'école il intègre le projet "French Kiss" de Marc Pajot pour sa première Coupe de l'América de 1987 à Perth en Australie en tant que navigateur.
À la suite de cette première expérience, Bertrand enchaîne avec 2 victoires dans le Tour de France à la voile (1987-1988), une victoire sur l'Admiral's Cup 1991 avec le Team "Corum" et un titre de Champion du monde de Match racing en 1994 obtenue à La Rochelle face à Paul Cayard.
Il participe aussi aux campagnes Françaises pour la Coupe de l'América de 1992 (San Diego) en tant que navigateur, de 1995 (San Diego) en tant que barreur de départ et tacticien et de 2000 où il est le skipper/barreur de "6ième Sens" à Auckland en Nouvelle Zealand.
Il occupe lors de l'édition 2003 le rôle de skipper du deuxième bateau du Team New Zealand, qui sert de sparring-partner de Dean Barker, skipper du défi néozélandais. Après les trois premières défaites, il monte à bord pour les deux dernières régates en tant que tacticien du bateau néozélandais.
Après cette édition, il décide avec son compatriote Loïck Peyron de monter un défi français nommé Team France. Mais en juin 2004, ils annoncent leur renoncement à poursuivre ce projet, n'ayant pas réussi à convaincre suffisamment d'investisseurs pour construire un défi compétitif.
Il est alors recruté par le défi américain  BMW Oracle Racing du propriétaire Larry Ellison, défi mené par le néozélandais Chris Dickson. Il occupe le poste de deuxième barreur et directeur sportif.
Le 25 juillet 2010, il remporte pour la septième fois le Tour de France à la voile en Farr 30. Il remporte une nouvelle fois le Tour de France lors l'édition 2011 sur les nouveaux bateaux les M34 malgré son peu d'empathie pour ce nouveau support.
Il monte alors le projet Aleph-Équipe de France en vue de la Coupe 2013 aux côtés de Hugues Lepic amateur passionné de voile. Mais là aussi ils sont obligés de renoncer faute d'avoir trouver un financement suffisant.
Depuis Bertrand Pacé navigue moins mais il est toujours sur l'eau en faisant du coaching. Il a coaché deux ans Pierre Antoine Morvan sur le World Match Racing Tour et aussi Mathieu Richard sur ce même circuit en 2014.
En 2014, il intègre l'association "Voile Ambition Dunkerque" en tant que Manager poste qu'il occupera jusque début 2017
Depuis 2014, il coache Franck Cammas qui a pour partenaire Groupama . Il a notamment travaillé avec Franck Cammas sur les Extreme 40 et aussi en 2015 sur le projet Olympique en Nacra 17 petit catamaran mixte très technique en compagnie de Sophie de Turckheim.
Au début de 2016, il rejoint l'équipe Groupama Team France pour l'America's Cup trente cinquième du nom qui a lieu aux Bermudes de fin mai à fin juin 2017. Bertrand est le coach de l'équipe navigante et il est chargé aussi de l'analyse de la performance du AC50.
A son retour en France en juillet 2017, Bertrand enchaîne pendant 4 mois en tant que coach de l'équipe chinoise "Dongfeng" pour la Volvo Ocean Race (Course autour du monde à la voile) projet skipper par Charles Caudrelier ancien vainqueur de la Solitaire du Figaro.

## Palmarès

### Coupe de l'America
- Coach du Team Chinois Dongfeng pour La Volvo Ocean Race
- Coach de Groupama Team France pour la 35 America' s Cup
- Skipper de Aleph Équipe de France pour la 34 America' s Cup au côté de Hugues Lepic.
- Membre du défi BMW Oracle Racing pour la Coupe de l'America 2007
- Finaliste de la Coupe de l'America 2003 avec Team New Zealand
- Participation à la Coupe de l'America 2000 avec 6e Sens, skipper
- Participation à la Coupe de l'America 1995 avec France 3, barreur de départ et tacticien
- Participation à la Coupe de l'America 1992 avec Ville de Paris, navigateur
- Participation à la Coupe de l'America 1987 avec French Kiss, navigateur

### Autres
- Champion du monde de match race en 1994
- 2e du championnat du monde de match race en 1998, 1999
- Vainqueur du "World Match Racing Tour 2000"
- 8 fois vainqueur du Tour de France à la voile[1]
- Vainqueur de l'Admiral's Cup en 1991 avec le Corum Sailing Team
- 1er du Tour de Bretagne[2] (avec Gildas Morvan, sur le Figaro Bénéteau 2 Cercle Vert)
- Vainqueur en 2011 et 2013 du SATT Sailing Arabia The Tour
- 4 fois champion de France de Match Racing